# Parafia św. Stanisława Biskupa Męczennika w Stanisławiu Dolnym
Parafia św. Stanisława Biskupa Męczennika w Stanisławiu Dolnym – rzymskokatolicka parafia znajdująca się w archidiecezji krakowskiej, w dekanacie Kalwaria, w Polsce.